# Francesc Anton Vidal
Francesc Anton Vidal (s. XVII - segle xviii). Mercader i conseller de Barcelona va ser el 1713, junt al conseller en Cap Rafael Casanova, un dels principals dirigents de la Guerra dels catalans (1713-1714), la darrera campanya militar de la Guerra de Successió Espanyola a Catalunya.
Partidari de l'arxiduc Carles d'Àustria el novembre del 1705 fou extret conseller quart de Barcelona en representació dels mercaders de la ciutat. Era parent d'Emanuel Flix, el conseller en Cap de Barcelona de 171-1713 i el juliol del 1713 fou designat per la ciutat com a agent a Mallorca per aprovisionar Barcelona durant el setge. El novembre del 1713 fou un dels ciutadans extrets per exercir la magistratura anual de conseller quart, junt amb el també advocat Rafael Casanova i Comes —conseller en Cap—, el mercader Salvador Feliu de la Penya —conseller segon—, l'advocat Ramon Sans —conseller terç—, el cunyat del primer ministre de Carles d'Àustria Ramon de Vilana Perlas i notari Josep Llaurador i Satorre —conseller quint—, i el guanter Jeroni Ferrer —conseller sisè. Retornà a Barcelona per a exercir el seu càrrec el 22 de desembre de 1713. Després de la guerra va continuar vivint a Barcelona i el 1716 residia en una casa del genovès Juan Andrea Doria del Carreto, duc de Turcis, al carrer Ample, amb la dona, un estudiant i una criada. Fou inclòs en la llista dels 1.100 «jefes y caudillos de la rebelión» i els seus béns li foren embargats per la Hisenda Reial borbònica fins al 1725. L'agost del 1726 fou junt a Rafael Casanova i Comes, Salvador Feliu de la Penya i Josep Llaurador i Satorre testimoni d'una acta notarial aixecada per Amador Dalmau per reclamar la devolució d'un préstec de 10.000 lliures que aquest havia fet a la ciutat de Barcelona durant el setge de 1714.